# Estilo Luís XIV
O estilo Luís XIV ou Louis Quatorze (/ˌluːi kæˈtɔːrz,_ʔ kəˈʔ/ LOO-ee-_-ka-TORZ-,_-_-kə--, fr) também chamado classicismo francês, foi o estilo de arquitetura e artes decorativas destinado a glorificar o rei Luís XIV e o seu reinado formado durante a "era de ouro" da arte francesa, na segunda metade do século XVII. Associado à ideologia e à estética do absolutismo francês durante o reinado do rei Luís XIV (1643-1715). Destacava-se pela majestade, harmonia e regularidade. Tornou-se o estilo oficial durante o reinado de Luís XIV (1643–1715), imposto aos artistas pela recém-criada Académie royale de peinture et de sculpture (Real Academia de Pintura e Escultura) e pela Académie royale d'architecture (Real Academia de Arquitectura). A sua principal característica era a combinação inusitada de elementos do classicismo e do barroco. As ideias e formas artísticas do classicismo permitiram exaltar o rei, comparando os seus feitos com as grandes obras dos imperadores de Roma, e o barroco permitiu dar a essas formas esplendor, expressão e grandeza especiais. Daí o epíteto “Le Grand” que significa “majestoso, significativo”. Teve uma influência importante na arquitetura de outros monarcas europeus, desde Frederico, o Grande da Prússia até Pedro, o Grande da Rússia. Os principais arquitetos do período incluíram François Mansart, Jules Hardouin-Mansart, Robert de Cotte, Pierre Le Muet, Claude Perrault e Louis Le Vau. Os principais monumentos incluíam o Palácio de Versalhes, o Grand Trianon de Versalhes e a Igreja de Les Invalides (1675–1691).
Durante os primeiros vinte anos do reinado de Luís XIV, o fabrico de móveis na França ainda recebia as influências italianas e flamengas. Só a partir de 1660, esse quadro começou a mudar, surgindo um estilo de mobiliário com características próprias da França. Muito contribuiu para a essa evolução a criação da Manufacture Royale des Meubles de la Couronne (Manufatura dos móveis da Coroa), cujo primeiro diretor foi o pintor Charles le Brun. Essa fábrica, fundada em 1667, aprovava o desenho e a execução de todos os móveis feitos para a corte, se constituindo um agente de controle de qualidade rigoroso sobre a manufatura francesa. Daniel Marot e Jean Bérain, entre outros, foram contratados para desenhar móveis de acordo com os hábitos da corte e com o estilo de arquitetura.
O mobiliário Luís XIV tem porporções grandes, absolutamente simétrico, muito luxuoso e embora apresente uma ornamentação extravagante, tem caráter masculino. Na estrutura dos móveis predominam linhas retas, as curvas sendo severas e dignas. Os painéis são retangulares, limitados por molduras arquitetônicas. A entalhação é rica e abundante, se utilizando de cabeças e patas de leão, de máscaras, sátiros, grifos, esfinges, folhas de acanto, golfinhos e folhagens. As madeiras utilizadas eram o carvalho, ébano e castanheiro. Os móveis eram dourados ou ornamentados com incrustações de metais e trabalho de marchetaria. Ficaram famosos o mobiliário de André-Charles Boulle, o mestre-ebanista do reinado. Este artista criou o processo de folhear o mobiliário com uma combinação de ébano, tartaruga, estanho, latão e madre-pérola, não necessariamente todos em uma só peça.
Muitas peças de mobiliário de prata maciça foram feitas para mobilar o Palácio de Versalhes, mas nenhuma delas se conservou, sendo derretidas para a cunhagem de moedas, tanto nas guerras europeias de Luís XIV como na Revolução Francesa. Mas, pelo menos, uma peça se salvou: uma mesa de prata maciça que o Rei Sol deu de presente ao rei Carlos II da Inglaterra. Esta peça está hoje no Palácio de Windsor. 
Além dos móveis já conhecidos, como mesas, camas, cadeiras e armários, surgiram novas peças: secretária, medalheiro, billard, cômoda, canapé e o console. O "cabinet" caiu em desuso. A cama ainda é monumental e sem madeira aparente, os tecidos — veludos e cetins — que forravam a peça, belos e luxuosos. As mesas tinham formatos variados, com decoração luxuosa, algumas em mármore e outras em madeira dourada ou ornamentadas com incrustações. As cadeiras variavam de acordo com a posição social do usuário, podendo ser de braços ou sem eles, espaldar alto, pernas retas e braços curvos ou retos, as traves unidas em "X" ou "H", os assentos forrados de veludo, tapeçarias ou brocado. Os armários eram pesados, opulentos e de um só corpo, todo em madeira ou trabalhado. As cômodas eram em geral ricas e trabalhadas à maneira Boulle com três gavetas e tampo de mármore. O console era uma mesa pequena, mais estreita, colocada junto à parede. O medalheiro era um móvel muito apreciado que servia para guardar as jóias e preciosidades e o canapé, em madeira estofada, tem a estrutura da cadeira, linhas direitas e várias pernas. Também surgiram nessa época os armários-bibliotecas e a poltrona "confessional".